# Schwerin-Wolfshagen

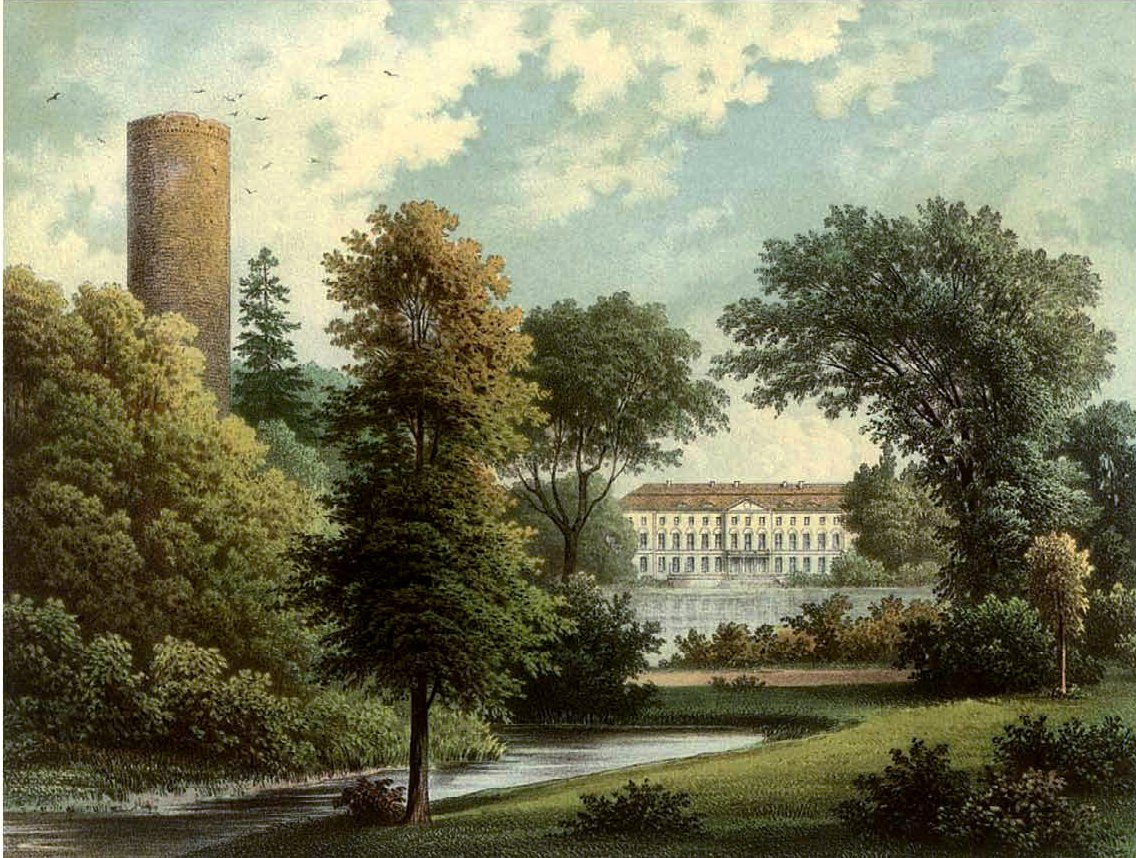
Schloss Wolfshagen, 1865/66, Alexander Duncker Sammlung

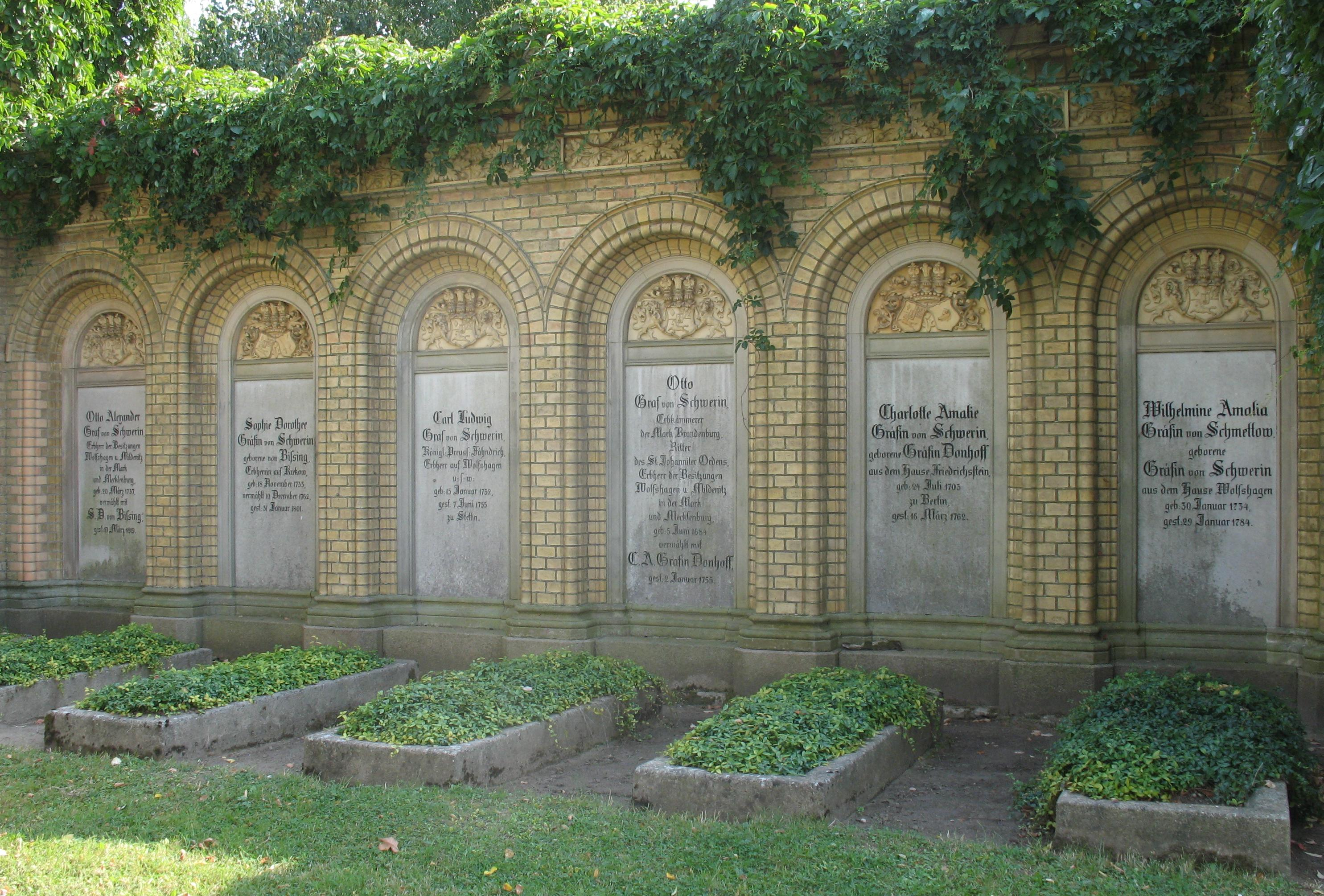
Erbbegräbnisstätte von Schwerin in Wolfshagen

Schwerin-Wolfshagen ist eine Seitenlinie des Adelsgeschlechts Schwerin. Sie wurde im Jahre 1648 mit der Herrschaft Wolfshagen und damit mit Schloss Wolfshagen belehnt.
- Otto von Schwerin (Diplomat, 1616) (1616–1679), Minister des Kurfürstentums Brandenburg
- Otto von Schwerin (Diplomat, 1645) (1645–1705),[1] kurbrandenburgisch-preußischer Geheimer Rat und Diplomat
- Otto von Schwerin (* 5. Juni 1684; † 2. Januar 1755), Erbkämmerer der Mark Brandenburg, Ritter des St. Johanniter-Ordens, ⚭ Charlotte Amalie Gräfin Dönhoff-Friedrichsstein (* 24. Juli 1703 in Berlin; † 16. März 1762)
- Otto Alexander von Schwerin (* 20. März 1737; † 17. März 1819) ⚭ Sophie Dorothee von Bissing (* 18. November 1733; † 31. Januar 1801)[2]
  - Friedrich Carl Heinrich (* 17. September 1768; † 28. Mai 1805), Präsident der Kriegs- und Domänenkammer
  - Sophie Dorothea Henriette von Schwerin (* 5. Dezember 1764; † 26. Februar 1825) ⚭ 1784 Graf Bogislaw von Dönhoff († 10. Januar 1809)
    - Gräfin Amalia Sophie von Dönhoff (* 16. Juli 1785; † 27. Januar 1863) ⚭ Wilhelm von Schwerin (1773–1815)
    - Cécilie Ursula Friederike von Dönhoff (* 9. August 1787; † 30. Juli 1846)
    - Rosalie von Dönhoff (1789–1865) ⚭ Johann Christoph Herrmann von Schwerin (1776–1858)
    - Angelique von Dönhoff (* 9. März 1793;† 24. Juni 1866) ⚭ Georg Heinrich August von Dohna-Lauck (1779–1845)
    - Stanislas von Dönhoff (* 26. September 1795; † 25. Juli 1816 im Duell)
    - Amalie von Dönhoff (* 26. Dezember 1798; † 5. Mai 1879) ⚭ Freiherr Conrad von Romberg (1783–1833)

  - Wilhelm von Schwerin (* 16. März 1773; † 18. Juni 1815), gefallen 1815 bei Belle-Alliance ⚭ Gräfin Amalia Sophie von Dönhoff (* 16. Juli 1785; † 27. Januar 1863)
  - Johann Christoph Herrmann von Schwerin (* 18. Juni 1776; † 6. August 1858) ⚭ Gräfin Rosalie Ulrike von Dönhoff (* 4. Oktober 1789; † 4. August 1865)[3]
    - Amalie von Schwerin (* 6. August 1820; † 23. Juli 1900), auf Lemmersdorf, auf Schloss Sonnewalde ⚭ Graf Alfred zu Solms-Sonnenwalde (1810–1870)
    - Carl Alexander von Schwerin (* 7. August 1824; † 23. August 1893), Herr auf Wolfshagen ⚭ Hertha Gertrud Charlotte, Gräfin von Nostitz und Jänckendorff (1827–1914)[4]
      - Hermann von Schwerin (* 1. November 1851; † 26. Mai 1918), Fkherr, Kommendator Balley Utrecht, Kommendator Johanniterorden ⚭ Marie Freiin von Werthern (* 21. Juli 1860; † 24. April 1948)
        - Alexander von Schwerin (1882–1974), Rechtsritter des Johanniterordens[5] Landschaftsrat (Ritterschaftsrat),[6] letzter Herr auf Wolfshagen ⚭ Enni Freiin von der Goltz-Wehlack
          - Gisela ⚭ Eberhard Graf zu Münster, Freiherr von Oer (1908–1943), Oberstleutnant
          - Altwig ⚭ 1 Ina Marie von Bonin; 2 ⚭ Lore Junius
            - Hans-Alexander * 15. Mai 1949
            - Bernhard Roderich Nikolaus * 6. Dezember 1950

          - Rose-Marie ⚭ Richard von Busse (1907–1985), Oberforstmeister[7]
          - Roderich (* 16. Januar 1920; † 2. Februar 1943), Bes. Plinkheimer Begüterung (Ostpreußen), Leutnant, vermisst in Stalingrad
          - Alexandra ⚭ Fabian von Bonin von Osten

        - Georg Thilo von Schwerin (1886–1971),[8] auf Zettemin, auf Wolde ⚭ Vera Gräfin von Schwerin-Wildenhoff-Walsleben
          - Benita (1919)
          - Botho (1921), auf Mildenitz und Groß Daberkow

        - Rose Elisabeth von Schwerin (1891) ⚭ Eckhard von der Lühe (1886–1940)

    - Bogislaw von Schwerin (* 20. November 1833; † 19. Mai 1889), seit 1859 Herr auf Tamsel ⚭ Pauline von Sichart (* 19. Juli 1835; † 16. März 1902)

  - Amelie Christine Friederike von Schwerin (* 19. Oktober 1769; † 8. Juni 1831) ⚭ 23. Februar 1791 Albrecht Joachim von Maltzahn (* 24. Mai 1762; † 11. Juli 1828), Graf von Plessen